# Hafes ibne Ualide ibne Iúçufe Alhadrami
Hafes ibne Ualide ibne Iúçufe Alhadrami (Hafs ibn al-Walid ibn Yusuf Alhadrami - lit. "Hafes, filho de Ualide, filho de Iúçufe Alhadrami"; m. 745) foi um governador do Egito para o Califado Omíada em meados do século VIII.

## Vida
Hafes foi membro de uma família bem relacionada de colonos de origem árabe no Egito, o "junde", principalmente residente na capital de Fostate, que tradicionalmente dominou a administração da província. Ele serviu como saíbe da xurta (chefe de polícia) antes de sua ascensão ao governo. Com a morte do califa Hixame ibne Abedal Maleque em 743, o regime omíada entrou num período de estabilidade — que posteriormente culminou numa guerra civil — e Hafes procurou usar a fraqueza do governo omíada para reafirmar a proeminência do junde nos assuntos egípcios contra os caicitas sírios que foram aos Egito com suporte califal nos anos anteriores.
Os sírios foram forçadamente expulsos de Fostate, e Hafes recrutou uma força de 30 mil, nomeada Hafesia (Hafsiya) em sua homenagem, das fileiras dos navios não árabes convertidos ("macamiça" e "maulas"). Quando o pró-caicita Maruane II ascendeu ao trono em 744, Hafes renunciou e o novo califa ordenou sua substituição por Haçane ibne Ataia e o desmantelamento do Hafesia. Os Hafesia, contudo, recusaram-se a aceitar a ordem de dissolução e rebelaram-se, sitiando o novo governador em sua residência até ele e seu saíbe da xurta serem forçados a deixar o Egito.
Hafes, embora sem vontade, foi restaurado pelas tropas amotinadas como governador. No ano seguinte, 745, Maruane enviou um novo governador, Hautara ibne Suail Albaili, como chefe de um grande exército sírio. Apesar da ânsia de seus apoiadores para que resistissem, Hafes mostrou-se disposto a render sua posição. Hautara tomou Fostate sem oposição, mas imediatamente lançou um expurgo no qual Hafes e vários líderes da Hafesia caíram vítimas.